# Marina (2013)
Marina is een langspeelfilm uit 2013 van Stijn Coninx. De film is een biografisch werk met als onderwerp het leven van Rocco Granata met Matteo Simoni en Evelien Bosmans in de hoofdrollen. De film wordt hoofdzakelijk in het Italiaans, meer bepaald Calabrees, gesproken.
De film ging in wereldpremière op 25 augustus 2013 op het Internationaal filmfestival van en in Montréal en kwam op 6 november van dat jaar in België uit. Op 14 november ontving Marina de Gouden Award (voor 100.000 bezoekers) van de vzw Les Films du Bord de Mer (Filmfestival Oostende) met de steun van het VAF/Filmfonds.

## Verhaal
Salvatore Granata is een vrij arme man die met zijn vrouw, zoon en dochter in Calabrië woont. Op een dag beslist hij om alleen naar België te verhuizen om drie jaar te werken in de steenkoolmijn van Waterschei. Hij hoopt op korte tijd veel geld te verdienen zodat hij later een smidse kan kopen voor zijn zoon Rocco. Na een jaar laat Salvatore zijn gezin toch overkomen. Al snel blijkt dat het leven van de gastarbeiders zwaar is: ze wonen in barakken, worden veelal gemeden door de Belgen en verdienen niet al te veel. Dan blijkt dat Salvatore een contract heeft ondertekend van vijf jaar in plaats van drie jaar. Ook wordt verondersteld dat de kinderen van de gastarbeiders later ook in de mijn komen werken. Rocco ontmoet al snel Helena, de dochter van de plaatselijke kruidenier, maar die is nogal racistisch en wil niet dat zijn dochter speelt met Italianen.
De film verplaatst zich dan zo'n tien jaar en het gezin is ondertussen verhuisd naar een huurwoning van de steenkoolmijnen. Rocco volgt accordeonlessen, maar op een dag komt hij met zijn fiets ten val waardoor het instrument stuk is. Zijn muziekleraar raadt hem aan om een nieuwe te kopen, maar zijn vader kan en wil dit niet betalen. Rocco blijkt veel te weten van motoren en hij gaat op leercontract in een plaatselijke garage. Rocco's moeder Ida verdient - zonder medeweten van de jaloerse patriarchale Salvatore - geld bij door de was en strijk te doen van de andere gastarbeiders. Zo geraakt Rocco aan tienduizend Belgische Franken en gaat hij in Brussel een nieuwe accordeon kopen. Echter, het instrument kost net geen vijfentwintigduizend Belgische Franken. Nadat Rocco iets speelt, beslist de winkeluitbater Signore Fiocchi (=cameo gespeeld door de echte Rocco Granata), om hem de accordeon op een soort van afbetaling te verkopen.
Rocco heeft ondertussen terug het meisje van de voedingswinkel ontmoet. Zij overtuigt Rocco om deel te nemen aan een talentenjacht. Rocco wint, maar dan verklapt Helena aan Salvatore hoe zijn zoon aan het geld is geraakt. Salvatore loopt woedend weg en wil niet dat zijn zoon nog langer accordeon speelt of optredens doet. Echter, Rocco gaat nog steeds achter zijn rug in diverse cafés spelen. Op een dag wordt zijn groep door de politie aangehouden omdat ze niet in het bezit zijn van een beroepskaart. Rocco vraagt deze aan, maar dit wordt geweigerd omdat hij de zoon is van een gastarbeider. Via een andere Italiaan geraakt Rocco aan vervalste documenten.
Ondertussen heeft Helena een relatie met een snobistische jongeman. Ze wil met hem gaan studeren in Leuven. Wanneer Rocco op een dag diens auto in de garage moet nakijken, vergeet hij olie in de wagen te doen. Daardoor raakt de auto defect en beslist de zaakvoerder om Rocco geen vast contract te geven. Helena ziet in dat haar relatie niet goed zit en verbreekt deze. Ze zoekt Rocco meer en meer op en de twee hebben gemeenschap. De volgende ochtend moet Rocco met zijn muziekgroep The International Quintet naar de opnamestudio. Een impresario heeft hen de avond voordien gehoord en hij wil met hen het nummer Manuela op single zetten. Op de B-kant van de plaat komt Marina. Wanneer Rocco thuiskomt, wacht de politie hem op. Hij wordt verdacht van verkrachting van Helena en wordt opgesloten. Hoewel hij blijft volhouden onschuldig te zijn, gelooft de politie hem niet. Pas nadat twee getuigen hebben gezegd dat Rocco wel degelijk onschuldig is en dat Helena werd verkracht door haar ex, wordt hij terug vrijgelaten. Enige tijd later zoekt Rocco Helena op, maar zij is verhuisd naar de Verenigde Staten van Amerika voor haar studies.
Er komt ook slecht nieuws van de platenstudio: niemand zit te wachten op een jongen met een accordeon en daarom werd beslist om de plaat niet uit te brengen. Rocco is het niet eens en hij koopt alle singles op om ze zelf te verdelen. Zijn vader is nog steeds niet te spreken over het feit dat zijn zoon een muzikant wil worden. Op een dag krijgt Salvatore een werkongeval in de mijn waardoor hij een letsel oploopt aan zijn been. Nadat hij ontwaakt, blijkt dat hij ook gehoorschade heeft waardoor hij constant een fluittoon hoort. De directie van de mijn beslist dat Salvatore werkonbekwaam is en dat zijn contract zes maanden later wordt stopgezet. Ook moeten ze het huurhuis verlaten. De directie wil wel de medische kosten betalen voor het incident met zijn been, maar houdt verder vol dat zij niet verantwoordelijk zijn voor de gehoorschade.
Totaal onverwacht wordt Marina een internationale hit en kunnen de winkels de vraag naar de plaat niet volgen. Op een dag wordt Rocco uitgenodigd om te toeren in Amerika. Daar vergeeft hij zijn vader die nu ook trots is op zijn zoon. In de zaal zit een onverwachte toeschouwer: Helena.

## Rolbezetting
| Acteur                | Personage         | Opmerking                          |
| --------------------- | ----------------- | ---------------------------------- |
| Matteo Simoni         | Rocco Granata     | als bijna volwassene en volwassene |
| Cristiaan Campagna    | Rocco Granata     | als kind                           |
| Luigi Lo Cascio       | Salvatore Granata | de vader                           |
| Donatella Finocchiaro | Ida               | de moeder                          |
| Maite Redal           | Wanda             | zus van Rocco                      |
| Marte Bosmans         | Helena Somers     | als kind                           |
| Evelien Bosmans       | Helena Somers     | als volwassene                     |
| Warre Borgmans        | meneer Somers     | vader van Helena                   |
| Jelle Florizoone      | Ward              | vriend van Rocco (als volwassene)  |
| Chris Van den Durpel  | Tony Bruno        | Rocco's manager                    |
| Kobe Verlinden        | Ward              | vriend van Rocco (als kind)        |
| Wim Willaert          |                   | muziekleraar                       |
| Rocco Granata         | Signor Fiocchi    | verkoper muziekinstrumenten        |
| Mattias Van de Vijver | Renaat            | vriend van Helena                  |
| Landerik Boie         | Renaat            | als kind                           |
| R.Kan Albay           | Ianis             | de griek                           |
| Jobst Schnibbe        | Hans Kumberger    | zaakvoerder garage                 |
| Jappe Claes           |                   | directeur van de mijn              |
| Jurgen Delnaet        |                   | politie-inspecteur                 |

## Trivia
- Toen de film enkele weken uit was, verklaarde Rocco Granata dat er nooit sprake is geweest van een verkrachting. Dit werd voor de film verzonnen.[2]
- In werkelijkheid was Rocco's vader niet zo streng als neergezet in de film.[2]
- Bij het tv-debuut in Vlaanderen brak de film het record van aantal kijkers (1.402.500). Het vorige record was voor Titanic in 2001 met 1.124.000 kijkers. De film was daarmee ook een van de meest bekeken programma's in 2015.[3]